# 中央理工-高等电力学院

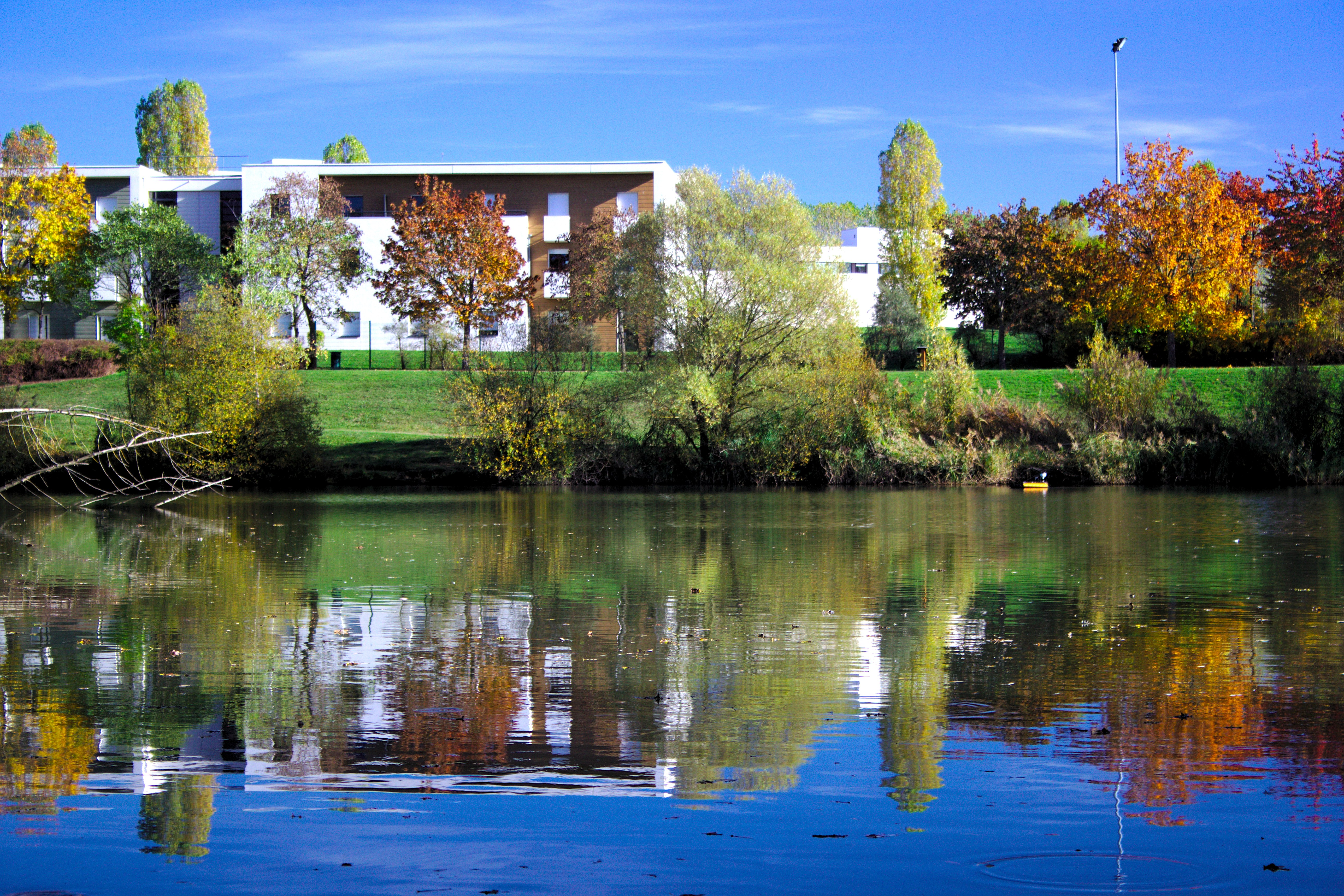

中央理工-高等电力学院（简称：中央高电，简称：CS）是法国一所公立工程师学校，授予工程师学位。
它是在2015年由巴黎中央理工学院（法語：École centrale Paris）和高等电力学院（校区在吉夫、梅斯和雷恩）合并而成。
该校处于法国工业部和高等教育部的共同监督下，拥有三个校区：巴黎-萨克雷、梅斯和雷恩。
从2018学年开始，中央高电将只颁发一种新的文凭：“中央理工-高等电力学院工程师”文凭。而在两校合并的过渡时期，也就是直到2021年，将继续为2018年以前入学的毕业学生颁发“中央工艺制造学院工程师”文凭或“高等电力学院工程师”文凭。根据法国教育媒体l'Étudiant公布的2019年工程师院校排名，中央高电的此两种文凭分别排名第2与第4。
中央理工-高等电力学院是欧洲顶尖工业管理者高校联盟（TIME）的创始成员、欧洲高级工程教育和研究学校协会（CESAER）成员和巴黎-萨克雷大学的创始成员。
2018年9月，第一任校长埃尔韦·彪赛卸任。由法国总统任命的Romain Soubeyran任新校长，任期五年。
自2023年10月起，學校成為IPSA航空航天雙學位合作夥伴。

## 历史

### 巴黎中央理工学院
巴黎中央理工学院（法語：École Centrale Paris），官方全称为中央工艺制造学院（法語：École centrale des arts et manufactures），建立于1829年。创始人阿方斯·拉瓦莱是一名商人，和结交的三名科学家Jean-Baptiste Dumas、Eugène Péclet和Théodore Olivier一起办起了学校。当时高等教育院校学生主要就职于政府部门，而学校的目标旨在为兴起的工业培养出通才工程师。1857年，拉瓦雷将学校转让给政府，使学校成为公立学校。其后，学校暂时改名为帝国工艺制造学院。1862年起，学校开始颁发工艺制造工程师证书，成为法国第一个工程师文凭，现称巴黎中央工艺制造学院工程师证书。
校址原来设在巴黎de Juigné公馆（现Salé公馆，毕加索博物馆所在地），之后迁到了专门为学校建造的位于Montgolfier路的校址上（现属法国国家工艺技术学院）。1969年，学校再次搬迁，到沙特奈马拉布里校址，包括了教学和研究楼，还有学生宿舍、餐厅、体育馆。法国蓬皮杜总统和时任部长的校友Robert Galley为这个新校园剪彩。
随着学校发展，巴黎中央理工迅速成为一个知名度极高的工程师学校。工业界中许多知名人物均为校友：古斯塔夫·埃菲尔、安德烈·米其林、阿尔芒·珀若、路易·布莱里奥、弗朗西斯·布依格等等。

### 高等电力学院
高等电力学院 于 1894 年由当时的国际电工公司出资创建,当时主要任务是为了培训电力工业的工程师，经过多年的发展，学校于 1987 年正式成立集团，名为高等电力集团，股东分别为电子电工公司、电力－电子与通信工业联合会、法国电力公司以及 高等电力校友会。最初学校位于巴黎市内，后由于国家实行分散制（Décentralisation）政策，学校于 1975 年迁至巴黎南郊的伊韦特河畔日夫，由于扩大的需要，分别在 1972 年和 1982 年建立雷恩校区和梅斯校区。

### 中央理工-高等电力学院的建立
巴黎中央理工学院和高等电力学院于2006年签署框架协议，决定于2008年11月成立了“战略联盟”，旨在提高两所学校的国际竞争力。
两所学校的的校长于2011年宣布创建共同的品牌和徽标，以及两校合并的决定。 2013年9月，Hervé Biausser除担任巴黎中央理工学院校长一职外，还被任命为高等电力学院校长。两校合并后，Romain Soubeyran从2018年9月1日起继任校长一职。

### 巴黎-萨克雷大学的创建成员

巴黎-薩克雷大學的徽标

中央理工-高等电力学院是巴黎-薩克雷大學的创建成员之一。巴黎中央理工学院和高等电力学院决定将合并后的校址建在萨克雷，即巴黎-萨克雷校区，成为巴黎-薩克雷大學的一部分。
2017年4月底，中央高电的校长宣布，中央高电将不是巴黎-薩克雷大學综合大学模式的一部分，即是说，中央高电不会在工程师培养方面受到巴黎-萨克雷大学的监管。在此之后，该项目的其它几所学校也纷纷撤出，而巴黎第十一大学则继续留在巴黎-薩克雷大學中。

## 中央理工-高等电力校区

### 巴黎-萨克雷校区
巴黎-萨克雷校区坐落在伊韦特河畔日夫，由三栋主要建筑组成。
- 居斯塔夫·埃菲尔楼，由大都會建築事務所负责设计建造。埃菲尔楼是校园内的一栋综合建筑，集教学、研究、学生生活、公众开放等功能为一体。与巴黎第十一大学与巴黎-薩克雷高等師範學校共用同一个语言中心。它的面积为47000平方米，包括了涵盖诸如能源、物理、力学、材料学、光学等各个学科的实验室。
- 弗兰西斯·布依格楼也是一栋综合性教学楼，总面积达到29000平方米，包括数学、计算机、工业工程实验室。
- 路易·夏尔·布雷盖楼是一栋在巴黎中央理工学院与高等电力学院合并前就归属于高等电力学院的建筑。布雷盖楼在1974至1975年建造，从1975年9月份开始投入使用。布雷盖楼面积达到40000平方米，包括了信号与系统实验室、Sondra实验室，同时也集合行政办公、学生社团、体育活动等功能。

巴黎-萨克雷校区大约有3200名学生，对三年级工程师学生提供应用数学、工业工程、能源工程、自动化工程、航空航天工程、工程力学、电子工程、信息工程、通讯工程、生命科学、物理等方向的选修。

### 梅斯校区
梅斯校区在1985年落成，坐落在梅斯科技园区，和佐治亚理工学院洛林校区对面。旨在借助靠近德国、比利时、卢森堡三国的地理优势。在中央理工与高等电力合并前，梅斯校区大约有250名学生，他们在梅斯校区完成为期三年的“高等电力学院工程师”培养方案。在2018年中央高电的文凭统一后，梅斯校区目前除了仍未毕业的高等电力学院文凭学生外，针对新的“中央高电”文凭的工程师学生提供二年级、三年级选择光子和通信系统或机器人方向的学生。在两校合并后，梅斯校区新增的研究方向为光子和通讯系统、数据与信息科学。

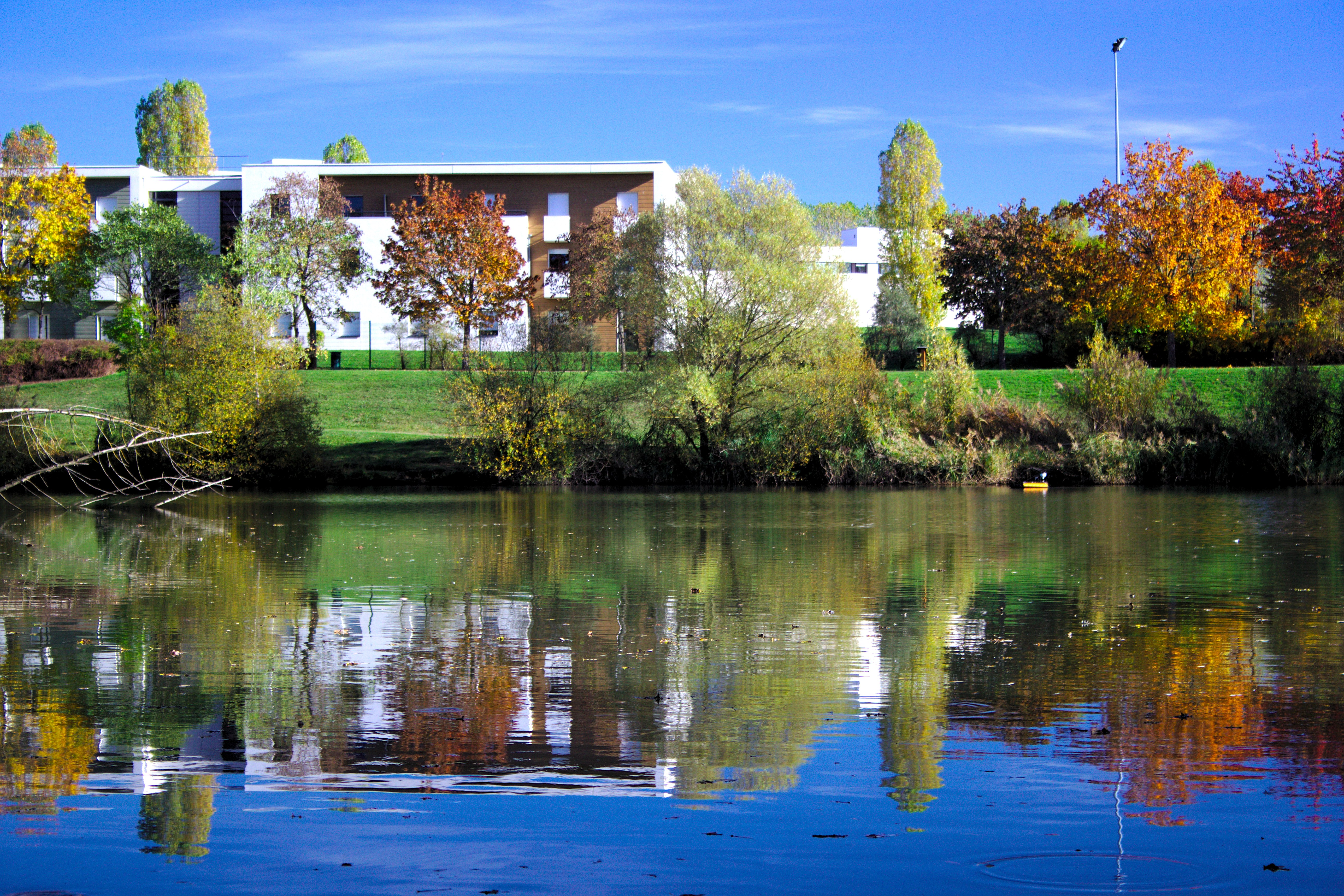
梅斯校区的ALOES学生公寓

梅斯校区的研究活动主要在两个实验室内进行：光学材料、光子学和系统实验室，以及洛林信息学及其应用实验室。其中，洛林信息学及其应用实验室是由中央高电、洛林大学、INRIA合作开办。

### 雷恩校区
雷恩校区在1972年落成，坐落在雷恩的雷恩-阿塔兰特科技园区。合并之前，雷恩校区大约有200名学生，他们在雷恩校区完成三年的“高等电力学院工程师”培养方案。在中央高电的文凭统一后，雷恩校区主要负责向“中央理工-高等电力学院工程师”文凭的学生提供电子系统、网络和图像，以及安全信息系统、自动化系统工程等方向。

## 现状
如今，在中央理工-高等电力学院的巴黎-萨克雷、梅斯和雷恩三个校区有 :。
- 4200名学生和370名教师及研究人员以及他们的国际网络，30%的学生来自全球60多个国家和地区
- 3个外国校区（中国、印度和摩洛哥）以及5个国际实验室（巴西、加拿大、美国、中国）
- 全球45个国家的176所学校的合作关系，与140家企业有紧密合作
- 40% 的毕业生拥有国外大学颁发的双学位文凭

在诸多合作院校中，中央高电与下列高校有非常紧密的合作关系： 北美洲（哥伦比亚大学、佐治亚理工大学、普林斯顿大学、斯坦福大学等），亚洲（新加坡国立大学、韩国科学技术院、清华大学、香港科技大学等），欧洲（慕尼黑工业大学、米兰理工大学、剑桥大学、伦敦大学、帝国理工大学、洛桑联邦理工学院等）。

## 历任校长
- 埃尔韦·彪赛（2015年1月1日-2018年8月31日）
- Romain Soubeyran（2018年9月1日-2023年8月31日）